# D.J. Williams
David Edward Williams Jr., detto D. J. (Dallas, 10 settembre 1988), è un giocatore di football americano statunitense che gioca nel ruolo di tight end nella National Football League (NFL). Fu scelto nel corso del quinto giro (141º assoluto) del Draft NFL 2011 dai Green Bay Packers. Al college ha giocato a football all'Università dell'Arkansas.

## Carriera professionistica

### Green Bay Packers
Considerato uno dei migliori prospetti tra i tight end disponibili nel Draft 2011, Williams fu scelto nel corso del quinto giro dai Green Bay Packers. Nella sua stagione da rookie, D.J. disputò tredici partite, nessuna delle quali come titolare, totalizzando due ricezioni per 13 yard. Nella stagione successiva disputò altre tredici partite, incluse le prime due come titolare, ricevendo 7 passaggi per 57 yard.

### Jacksonville Jaguars
Dopo essere stato svincolato dai Packers, il 1º settembre 2013, Williams firmò coi Jacksonville Jaguars.

## Statistiche
| Partite totali             | 35 |
| Partite totali da titolare | 3  |
| Yard su ricezione          | 70 |
| Touchdown su ricezione     | 0  |

Statistiche aggiornate alla stagione 2014